# Wusutu (socken i Kina, lat 40,65, long 109,95)
Wusutu (kinesiska: 乌素图, 乌素图街道) är en socken i Kina. Den ligger i den autonoma regionen Inre Mongoliet, i den norra delen av landet, omkring 140 kilometer väster om regionhuvudstaden Hohhot. Antalet invånare är 24684. Befolkningen består av 11 448 kvinnor och 13 236 män. Barn under 15 år utgör 7,0 %, vuxna 15-64 år 81 %, och äldre över 65 år 10,0 %.
Genomsnittlig årsnederbörd är 484 millimeter. Den regnigaste månaden är juli, med i genomsnitt 133 mm nederbörd, och den torraste är januari, med 2 mm nederbörd.